# Современная летопись
«Современная лЬтопись» (рос. Сучасний літопис) — російська газета, щотижневий додаток до часописів «Русскій Вѣстникъ» (упродовж 1861—1862), а потім — «Московские Вѣдомости» (1861—1871). Видавець-редактор — Михайло Катков.

## Тематика
Статті додатка присвячені сучасним питанням, часто тенденційні та реакційні. Після того як став додатком до «Московських Відомостей», за напрямком статей наблизився до цього видання. Критикував нові інститути громадського суспільства — земства та думи, — що виникли внаслідок реформ 1860-х років. Багато місця присвячували питанням захисту російського духовенства, а також критиці польських повстань. Літопис публікував немало тенденційних «листів до редакції», особливо з провінції.
У газеті були такі розділи як «Записки театрала» й «Театральна хроніка» з розгорнутими рецензіями на спектаклі, переважно Малого театру. Наприклад, у числі 39 за 1865 рік є матеріал про п'єси Островського «На бойком месте», Потєхіна «Отрезанный ломоть» та грі акторів Малого театру в комедії Шекспіра «Багато галасу з нічого». Деякі числа майже повністю присвячені мистецтву та літературі. Серед авторів — Михайло Лонгінов, Федір Буслаєв і інші.
У «Сучасному літописі» друкував «Листи зі Східного Сибіру» (рос. Письма из Восточной Сибири) революціонер і географ Петро Кропоткін (1863, №№ 42—45).